# Средняя Рудня (Петриковский район)
Средняя Рудня (бел. Сярэдняя Рудня; до 2013 г. — Середняя Рудня) — деревня в Муляровском сельсовете Петриковского района Гомельской области Беларуси.

## География

### Расположение
В 10 км на север от Петрикова, 2 км от железнодорожной станции Муляровка (на линии Лунинец — Калинковичи), 180 км от Гомеля.

### Гидрография
На реке Бобрик (приток реки Припять).

## Топонимика
Решением Петриковского районного Совета депутатов от 24 июня 2013 года № 155 "О переименовании сельских населённых пунктов Муляровского сельсовета Петриковского района" деревня Середняя Рудня переименована в деревню Средняя Рудня.

## Транспортная сеть
Транспортные связи по просёлочной, затем автомобильной дороге Лунинец — Гомель. Планировка состоит из дугообразной меридиональной улицы, к центру которой с востока присоединяется короткая прямолинейная улица. Застройка двусторонняя, неплотная, деревянная, усадебного типа.

## История
По письменным источникам известна с начала XIX века как деревня в Мозырском уезде Минской губернии. В 1816 году владение графа Ходкевича. Обозначена на карте 1866 года, которая использовалась Западной мелиоративной экспедицией, работавшей в этих местах в 1890-е годы. В 1879 году обозначена в Петриковском церковном приходе. В 1908 году в Петриковской волости Мозырского уезда Минской губернии. В 1931 году организован колхоз. Во время Великой Отечественной войны 20 жителей погибли на фронте. Согласно переписи 1959 года в составе колхоза «Красный строитель» (центр — деревня Слобода). Располагался клуб.

## Население

### Численность
- 2004 год — 67 хозяйств, 160 жителей.

### Динамика
- 1816 год — 10 дворов.
- 1858 год — жителей.
- 1886 год — жителя.
- 1897 год — 25 дворов, 129 жителей (согласно переписи).
- 1908 год — 27 дворов 160 жителей.
- 1917 год — 177 жителей.
- 1925 год — 29 дворов.
- 1959 год — 228 жителей (согласно переписи).
- 2004 год — 67 хозяйств, 160 жителей.